# Эфрос, Николай Ефимович
Никола́й Ефи́мович Эфро́с (при рождении Но́хум Ха́имович Э́фрос; 12 [24] июля 1867, Ковно — 6 октября 1923, Москва) — русский театральный критик, журналист, редактор, сценарист и драматург, кинокритик, переводчик, историк театра. Историограф Московского художественного театра.

## Биография
Родился 12 (24) июля 1867 года в Ковно, происходил из состоятельной еврейской купеческой семьи из Динабурга. Его родители — купец первой гильдии Ефим (Хаим) Абрамович Эфрос и Любовь Григорьевна (Либе Гиршевна) Эфрос (урождённая Рабинович) — жили на Тверском бульваре, где владели тремя участками земли. Отец, среди прочего, вместе с инженером-технологом Матвеем Самойловичем Малкиелем учредил в Санкт-Петербурге «Товарищество кожевенного производства в Витебске» (1888). Один из братьев отца, Тевель Абрамович Эфрос, был банкиром в Санкт-Петербурге; другой — Залман Абрамович Эфрос — был купцом первой гильдии в Динабурге, затем в Москве.
Он учился в гимназических классах Лазаревского института восточных языков, после чего поступил на юридический факультет Московского университета, который закончил в 1889 году.

### Газетно-журнальная деятельность

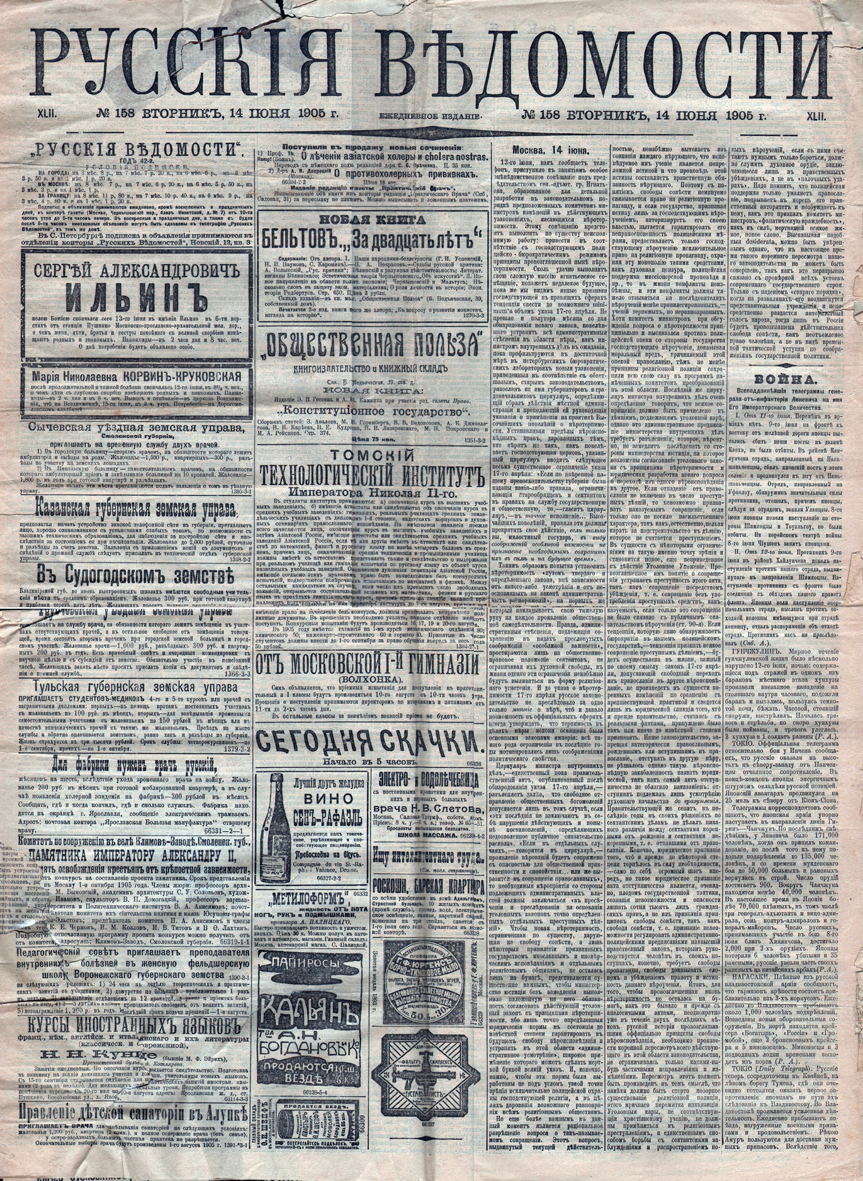
Газета «Русские ведомости» имела репутацию «профессорской» газеты

Приблизительно с 1891 года Эфрос становится постоянным сотрудником сначала провинциальной, а затем и московской печати. Его профиль — театральные рецензии драматических спектаклей, их публикует московская газета «Новости дня». Основательные разборы Эфросом театральных постановок московских театров в 1890-е годы помещают у себя такие специализированные издания, как «Артист», «Театрал», «Театр и искусство», в 1910-е «Рампа и жизнь».
В 1896 году Николай Ефимович становится фактическим редактором газеты «Новости дня», которую возглавляет на протяжении восьми лет. Покинув «Новости дня», Эфрос сотрудничает в газетах «Век», «Путь», где помещает публицистические статьи, литературно-критические материалы и разбор театральных постановок. С 1907 года он ведущий критик крупнейшей из либеральных московских газет — «Русские ведомости». Журналист возглавляет московский отдел этой газеты с октября 1911 года вплоть до прекращения «Русских ведомостей» в 1918 году. Помимо названных изданий Эфрос сотрудничал в качестве московского корреспондента петербургской газеты «Речь», газет «Одесские новости» и «Киевская мысль». Его публикации появлялись также в московском журнале «Русская мысль», петербургских изданиях «Современный мир», «Новый журнал для всех», «Ежегодник императорских театров» и «Russian review». В 1919 году он возглавлял газету «Кооперация».
В 1921—1922 году, будучи уже признанным корифеем театрального дела, Николай Ефимович Эфрос редактировал еженедельное «Театральное обозрение», журналы «Культура театра», 10 выпусков (1922 год), в этом же году принимал участие в журнале «Жизнь», издававшегося товариществом «Литэмуза».

### Театральный рецензент и историк театра

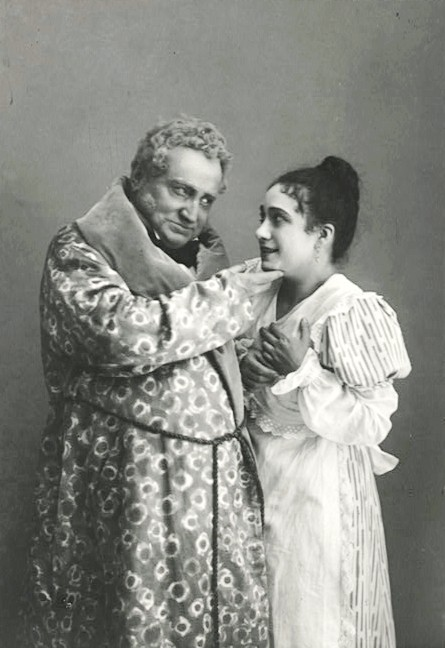
Страсть к Малому театру была первой театральной привязанностью Эфроса. Вера Пашенная в роли Софьи и Александр Южин в роли Фамусова, «Горе от ума», Московский Малый театр, 1915

С юных лет сфера интересов Николая Эфроса была обращена к драматургии и театральному делу. Его перу принадлежат сотни рецензий, обзоров театральных сезонов, театроведческих работ, энциклопедических статей, монографий, посвящённых отдельным театральным деятелям и театральным спектаклям, научные исследования истории театра. Будучи разносторонне направленным журналистом, писавшим на темы московской общественной жизни и литературы, занимаясь литературным переводом, основное внимание Эфрос всё же уделял театру. Переход от популярной рецензии к научно-критическому анализу спектакля в творчестве Эфроса совершился не сразу.
Первая крупная работа критика была посвящена М. Н. Ермоловой (1896 год), переизданная к пятидесятилетию актрисы в 1920 году. В этом же году он рецензирует постановку «Отелло» Уильяма Шекспира в «Обществе любителей искусства и литературы», рассказывает читателям о замысле К. С. Станиславского основать новый демократический («общедоступный») театр и о наставничестве Вл. И. Немировича-Данченко в Музыкально-драматическом училище при Московском Филармоническом обществе.

#### Эфрос и Чехов
Всё это способствовало тому, что Николай Эфрос становится горячим приверженцем и сторонником вновь организуемого Московского Художественного театра. С момента его основания в 1898 году критик берёт под свою защиту новаторское искусство нового театра и его олицетворение — чеховскую драматургию. В понимании её эстетической ценности и заслуг МХТ в деле её популяризации Эфрос резко разошёлся с ведущим петербургским театральным критиком и руководителем журнала «Театр и искусство» А. Р. Кугелем. По его мнению, чеховские пьесы «Иванов», «Чайка» и «Дядя Ваня» представляют собой своеобразную трилогию с «единством основного мотива, колорита и настроения». Критик готов отдать за «четыре коротеньких актика» «Дяди Вани» «целую хеопсову пирамиду, сложенную из аккуратно, по всем правилам сработанных драм Шпажинских, Невежиных…» В то же время Эфрос ценил в Чехове приверженность традициям реализма, Чехов «далёк от ухищрений декадентов и символистов»… он «умеет выбирать детали … группировать их так, что они дают требуемое душевное состояние». («Из Москвы», «Театр и искусство», 1899, № 44, 31 октября, стр. 777—778). Вл. И. Немирович-Данченко в письме к Чехову 28 ноября 1899 г. назвал эту статью Эфроса «хорошей».
Ещё в 1892 году Николай Ефимович, будучи секретарём редакции газеты «Новости дня», при которой только что начал выходить еженедельный журнал «Семья», предложил Чехову сотрудничество в этом журнале. Чехов не ответил ему. Спустя пять лет Эфрос вновь напомнил писателю о своём предложении, надеясь поднять тем самым невысокую репутацию малотиражного журнала. В конце концов, при личной встрече в Москве Эфросу удалось заручиться условным согласием Чехова, и в декабре того же года писатель направляет Эфросу рассказ «Душечка», который и был опубликован в первом номере журнала «Семья» 1899 года. Современники Чехова (В. А. Гольцев, М. О. Меньшиков, П. А. Сергеенко) утверждали, что эфросовский журнал — не самое достойное место для публикации чеховского шедевра. Взамен бесцветному и никому не известному журналу опубликовать «Душечку» предлагала известная московская либеральная газета «Курьер» и меньшиковский орган «облагороженного консерватизма» петербургская газета «Неделя». Сам Антон Павлович в письме к сестре объяснял это затруднение следующим образом:

Я охотно бы послал что-нибудь в «Курьер», конечно, в тысячу раз охотнее, чем в «Семью», но в «Курьере» я не могу сотрудничать, пока с «Русских ведомостей» не снимут цензуру. Если я стану работать у конкурента «Русских ведомостей», они, то есть «Русские ведомости», дурно это истолкуют и обидятся.
— Полное собрание сочинений и писем А. П. Чехова, сочинения, т. 10, стр. 405
 Так или иначе, Чехов ещё раз откликнулся на просьбу Эфроса и написал для газеты «Новости дня» небольшой отзыв о творчестве Н. А. Некрасова. В свою очередь, Антон Павлович через О. Л. Книппер-Чехову попросил Эфроса о бесплатной высылке ему эфросовской газеты. Однако пиетет, испытываемый театральным критиком перед А. П. Чеховым, не способствовал установлению между ними дружеских отношений, упоминания Чеховым Эфроса в его переписке неоднозначны. Спешка Эфроса при анонсировании им «Вишнёвого сада» в «Новостях дня» привела к искажению содержания новой пьесы и вызвала резкое осуждение Чеховым действий журналиста.

#### Эфрос и еврейство

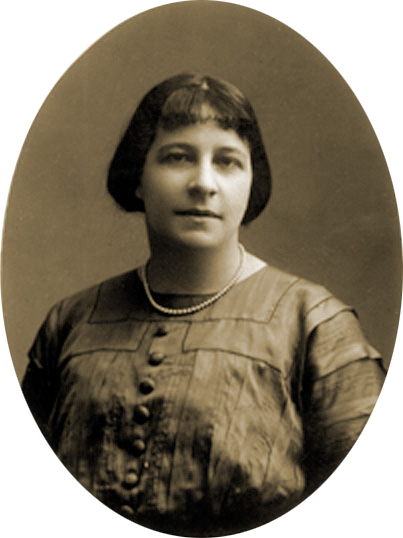
Артистка Малого Театра и педагог Надежда Смирнова была одним из руководителей «Теософического общества» в Москве.

Эфрос внимательно следит за тенденциями развития Московского художественного театра. По сведениям «Электронной еврейской энциклопедии», "в московских театральных кругах Эфрос был известен как критик, осуждавший любые проявления антисемитизма. В 1898 году он резко отозвался о подчеркнутости еврейского акцента у актёра М. Дарского в роли Шейлока в спектакле по пьесе У. Шекспира «Венецианский купец» в постановке МХТ. А много позднее, после Октябрьской революции, Эфрос совместно с Ф. И. Шаляпиным, К. С. Станиславским, А. Я. Таировым, Вл. И. Немировичем-Данченко и некоторыми другими театральными деятелями направил письмо в защиту еврейского национального театра на иврите «Габима» на имя председателя Совнаркома В. И. Ленина.
В 1906 году Эфрос женится на актрисе московского театра Ф. А. Корша Надежде Александровне Смирновой (1873 — 15.07.1951), впоследствии актрисе Малого театра и театральном педагоге. Для женитьбы на Смирновой Эфросу потребовалось принять православие.

#### Эфрос и МХАТ
Значительная часть научно-критического наследия Эфроса была посвящена Московскому Художественному театру. К 15-летию театрального коллектива Эфросом была написана работа «Детство Художественного театра». После революции им также были написаны монографии «К. С. Станиславский (Опыт характеристики)», 1918 г., — самый первый труд в Советской России о Станиславском, затем «В. И. Качалов», «Три сестры» (Пьеса А. П. Чехова в постановке МХТ), «Вишневый сад» (Пьеса А. П. Чехова в постановке МХТ), все — 1919 год, «На дне» (Пьеса А. М. Горького в постановке МХТ), 1923 г. Работа «Московский Художественный театр. 1898—1923», написанная к 25-летию театра, вышла уже после смерти автора в 1924 году. Отдельное исследование театрального аналитика посвящено постановке первой Студии МХТ «Сверчок на печи» по Чарльзу Диккенсу. Помимо названных работ театральным летописцем была написана история театра-кабаре Никиты Балиева «Летучая мышь». Его театроведческие труды по истории Московского Художественного театра в силу ценности отдельных наблюдений и по обилию фактического материала с течением времени не потеряли своей актуальности.

#### Другие работы Эфроса

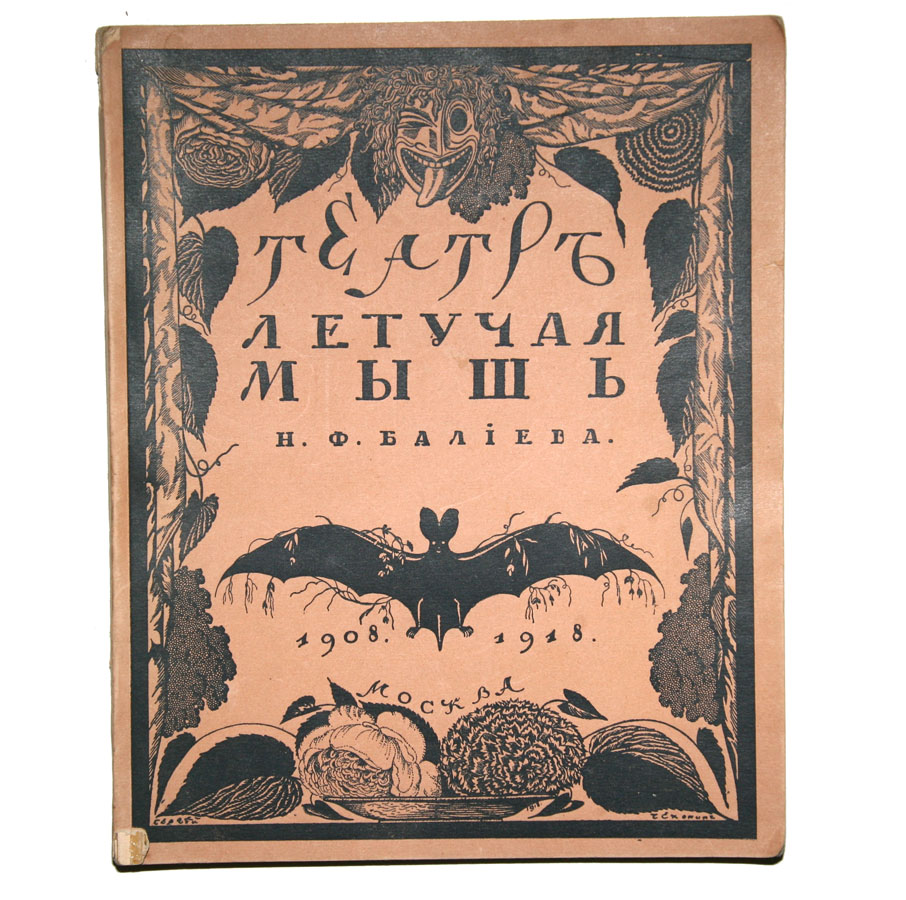
Книга Николая Эфроса «Театр „Летучая мышь“ Н. Ф. Балиева», 1918.

Немало работ критика было посвящено московскому Малому театру. Помимо уже упоминавшейся работы о Марии Ермоловой Эфросом были созданы монографии «М. С. Щепкин» (1920 год), «Пров Садовский» (1920), «А. Н. Островский» (1922), «А. И. Южин (1882—1922)» (1922). В «Новом энциклопедическом словаре Брокгауза и Ефрона» Эфрос поместил статьи о Ф. Г. Волкове и братьях Павле Васильевиче и Сергее Васильевиче Васильевых. Принимал участие в составлении энциклопедического словаря Гранат.
Постепенно у Николая Ефимовича складывается план создания многотомной «Истории русского театра». В 1914 году под его редакцией и редакцией В. В. Каллаша выходит 1-й том коллективного авторского труда, который включал в себя обзор истории народной драмы и очерк первых постановок пьес Д. И. Фонвизина «Бригадир» и «Недоросль». Замысел продолжения «Истории русского театра» остался неосуществлённым.
Николай Эфрос известен также как переводчик произведений Ги де-Мопассана, Альфонса Доде, Поля Бурже, Марселя Прево, Мориса Метерлинка, Габриеле д’Аннунцио, Анатоля Франса, Виллье-де-Лиль-Адана и др. В Московском Художественном театре ставилась пьеса Герхарда Гауптмана «Одинокие», а в московском Малом театре «Цезарь и Клеопатра» Бернарда Шоу в переводе Николая Эфроса.
Он проявил себя также как театральный драматург. В 1910 году под псевдонимом кн. Мышкин он опубликовал пьесу «Дело Тарновской, или Всемирный процесс», в этом же году пьесу дважды поставили в Петербурге два второстепенных театральных коллектива: Крестовский театр на своей открытой сцене и летний Ново-Шуваловский театр. В дальнейшем пьеса никем не ставилась.

## Эфрос в годы революции
В годы революции начинается подлинный расцвет таланта Эфроса как театрального аналитика, историка театра, театрального администратора (с 1918 года Н. Е. Эфрос сотрудник Театрального отдела Наркомпроса), редактора первых советских театральных журналов и деятеля кино. В эти годы театровед работал в историко-театральной секции ТЕО (Театрального отдела), возглавлял театральную секцию Российской академии художественных наук (позже Государственная академия художественных наук — ГАХН), в организации которой принял самое непосредственное участие. В качестве председателя этой секции им были организованы мероприятия по изучению истории театра, психологии актёрского мастерства и т. д.
В Государственном институте театроведения его усилия направлены на отстаивание ценности культурной традиции вопреки господствующим настроениям эпохи, утверждения приоритета развития советского театра на основе лучших традиций отечественного классического театра.
Его интерес к театроведению в эти годы достиг апогея. Одна за другой выходят его монографии о выдающихся русских актёрах и театральных постановках. Эфрос всё реже проявляет себя как критик и всё чаще как учёный-аналитик и организатор театрального дела. Благодаря его усилиям театроведение получает права самостоятельной научной дисциплины. Под его пером привычная прежде театральная рецензия наполняется научно-критическим анализом спектакля. В советской театроведческой критике этих лет учёный получил известность как один из основоположников приёма анализа театральной постановки как единого художественного целого.
Примером этому можно назвать уже упоминавшиеся выше аналитические работы 1919—1923 гг., посвящённые отдельным мхатовским постановкам пьес Чехова и Горького. В этих работах театральный аналитик использовал «описательно-биографический метод», исследуя преимущественно «субъективную», индивидуальную составляющую актёрского мастерства. Сам Эфрос зачастую выполнял при МХАТе функцию театрального и литературного эксперта, к нему на рецензирование и литературную проработку направлялись пьесы европейского театра.
Помимо всего этого у театрального аналитика имелась своя оригинальная концепция актёрского мастерства. Эфрос предпринимал попытки обосновать её теоретически, но задуманного осуществить не успел. Суть её сводилась к приоритету индивидуального актёрского искусства и о первенстве актёра в ущерб начинавшемуся преобладанию режиссёрского «диктата». Но именно в этом он был не оригинален, об этом же самом не уставал напоминать его старый петербургский коллега и оппонент по журналу «Театр и искусство» А. Р. Кугель.

### Эфрос и кинематограф
Эфрос принял участие в становлении советской кинокритики. В 1918 году он руководил литературным отделом кинокомпании «Русь» («Межрабпом-Русь»), по его инициативе режиссёром Александром Саниным в 1919 году был снят фильм «Поликушка» по рассказу Льва Толстого. Сценарий к фильму Эфрос написал совместно с Фёдором Оцепом. В фильме дебютировали Варвара Массалитинова и Иван Москвин. Роль Акулины сыграла актриса Вера Пашенная. Фильм стал одной из первых советских картин, получивших мировое признание. Через год, в 1920 году, Эфрос написал сценарий к фильму А. А. Санина «Сорока-воровка» по известной повести А. И. Герцена. В фильме снялась актриса Ольга Гзовская.
Из неосуществлённых идей Николая Ефимовича Эфроса стоит также упомянуть замысел составления «Театральной энциклопедии».
Умер 6 октября 1923 года. Похоронен на Введенском кладбище (5 уч.).
В. И. Немирович-Данченко на вечере, посвящённом памяти Эфроса во МХАТе, говорил, что «Художественный театр обязан этому критику в величайшей степени, как обязан крупнейшим из своих деятелей».

## Семья
Двоюродный брат — Абрам Маркович Эфрос, театровед.

## Библиография

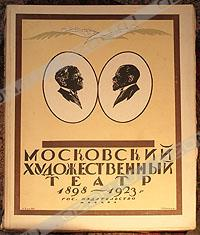
Книга Николая Эфроса «Московский Художественный театр (1898—1923)», 1924.

### Оригинальные работы
- «М. Н. Ермолова» (По поводу 25-летия её артистической деятельности). — Издательство «Гроссман и Кнебель», М., 1896 г.;
- «Мария Николаевна Ермолова» (К 50-летию сценической деятельности). (1870—1920). — Москва, Издание государственного московского Малого театра, — 1920 г. 32 с., 2 илл.;
- «Москва. Драматические театры. Ежегодник императорских театров». 1910, вып. 1.
- «Московские театры. Ежегодник императорских театров». 1910, вып. 2. СПБ. Изд-во тип. Императорских театров. 1910 г. 166 стр.;
- «Детство Художественного театра», (Из воспоминаний и бесед). — В кн.: «Московский Художественный театр», 1913, т. 1, с. 3 — 33, ил.
- Владимир Каллаш, Николай Эфрос. — «История русского театра». При ближайшем участии А. А. Бахрушина и Н. А. Попова. Оформл. К. А. Коровина. Том 1. — М.: Книгоиздательство «Объединение», 1914 г. — 435 стр.
- «Театр „Летучая мышь“ Н. Ф. Балиева». — Петроград: Журн. «Солнце России», 1918. — 48 с. : ил., портр., фото;
- «Сверчок на печи. Инсценировка рассказа Ч. Диккенса». Студия Московского Художественного театра. — Петербург. — Изд. А. Э. Когана, 1918 г. 86 с., ил.
- «К. С. Станиславский (Опыт характеристики)», Петроград: Художественное издательство «Светозар», 1918 г. — 128 с.: портр.;
- «В. И. Качалов», худож. С. В. Чехонин; худож. ред. А. М. Бродский. — Петербург: «Светозар», 1919 г. — 102 с.: ил.;
- «„Вишнёвый сад“. Пьеса А. П. Чехова в постановке МХТ», П., Художественное издательство «Светозар», 1919 г., 96 стр.;
- «„Три сестры“. Пьеса А. П. Чехова в постановке МХТ», П., Художественное издательство «Светозар», 1919;
- «М. С. Щепкин», П., Художественное издательство «Светозар», 1920;
- «Пров Садовский», П., Художественное издательство «Светозар», 1920;
- «Александр Николаевич Островский», (Серия «Биографическая библиотека»), П., «Колос», 1922, 112 с.;
- «А. И. Южин. 1882—1922», M., 1922, 105 с.;
- «„На дне“. Пьеса А. М. Горького в постановке Московского Художественного театра», М.: Гос. изд.-во. ; Художественное издательство «Светозар», 1923. — 114 с.
- «Горе от ума», П.—М., 1923;
- «Московский Художественный театр. 1898—1923». М.-П., Госиздат, 1924, 452 с., тир. 3000 экз.;
- «„Чайка“ А. П. Чехова на сцене МХТ», в кн.: Ежегодник МХТ, 1944, т. 1, М., 1946, Москва, 1946 год. Издательство Музея Художественного Академического Театра СССР им М. Горького. Издательство «Искусство». с. 261-94.

### Переводы
- Виктор Гюго, «Анджело», 1899 г.;
- Анри Бэк, «Парижанка», М., Книгоиздательство Польза
- Герхард Гауптман, «Одинокие»;
- Бернард Шоу, «Цезарь и Клеопатра»;
- Анатоль Франс, «Жизнь в цвету», (отрывки). — «Западные сборники». Литература-искусство. Выпуск 1. — М., «Новая Москва», 1923 г.
- Пьер Шодерло де Лакло «Опасные связи». т. I. М. : изд. «Федерация», 1930; М., 1933.

## Тексты
- «Лебединая песнь». Из кн.: Николай Эфрос. «Вишневый сад»: пьеса А. П. Чехова в постановке Московского художественного театра. Петербург. 1919.
- Рецензии постановок чеховских пьес на сайте «Весь А. П. Чехов»